# 馬基鎮區 (密歇根州)
馬基鎮區（英語：Markey Township）是位於美國密歇根州羅斯康芒縣的一個行政鎮區。

## 地方資料
馬基鎮區的面積為93.50平方千米，當中陸地面積為74.40平方千米，而水域面積為19.10平方千米。根據2020年美國人口普查的數據，當地共有人口2401人，而人口密度為每平方千米25.68人。